# La Dernière Heure
La Dernière Heure (lit.  "A Última Hora") e Les Sports (lit.  "O Esporte"), atualmente vendido sob o nome La DH Les Sports+, é um jornal diário de língua francesa publicado em Bruxelas, na Bélgica. O jornal é conhecido por notícias e esportes.

## História e perfil

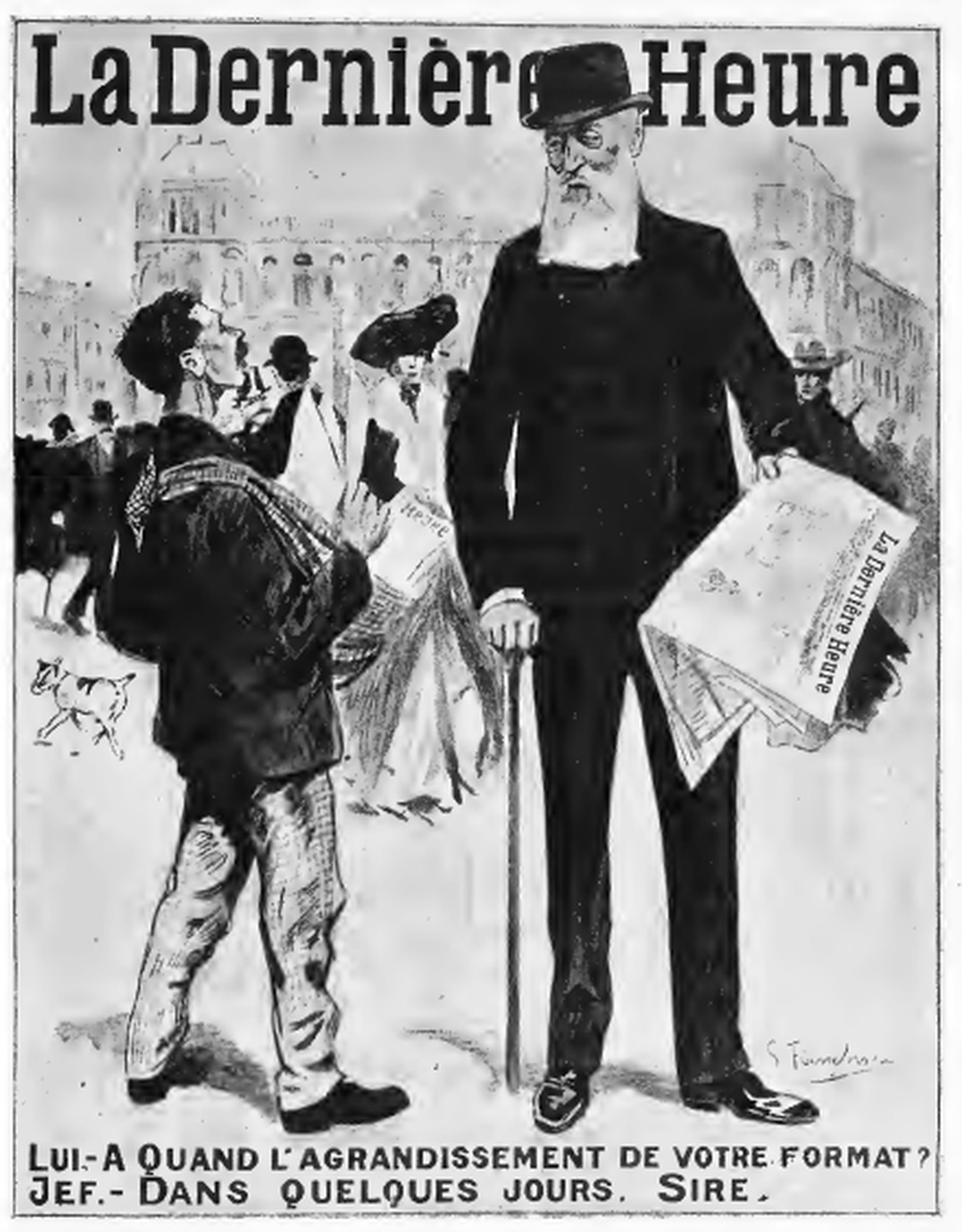
Cartaz publicitário com o Rei Leopoldo II dos belgas, do desenhista E. Flasschoen.

O La DH foi fundada em 19 de abril de 1906. O jornal tem sede em Bruxelas e tem uma postura liberal sem qualquer filiação política. Seu editor é o IPM. Possui sete versões regionais: Namur / Luxemburgo, Liège, Tournai / Ath / Mouscron, Centro de Mons, Centro de Charleroi, Brabant e Bruxelas.
Em 1990, o La DH vendeu 445 mil exemplares. A tiragem do jornal em 2002 foi de 112 mil exemplares com uma participação de mercado de 17,5%. Segundo o CIM, em 2018–2019, o La DH-Les Sports+ registrou 404.720 leitores, combinando as versões digital e em papel.